# Tony Hills
Anthony Tremaine Hills  (Dallas, Texas, Estados Unidos, 4 de noviembre de 1984) es un tackle ofensivo y juega para los Pittsburgh Steelers en la NFL. Él fue elegido en la cuarta ronda del draft del año 2008 y jugó al fútbol universitario en la universidad de Texas.

## Carrera

### Secundaria
Jugó en la secundaria Alief Elsik perteneciente al distrito escolar 19-5. El equipo de esta secundaria se llama los Mighty Rams y allí jugó en la posición de Tigh end. Estuvo bajo la tutela del preparador Bill Barron y destacó rápidamente en el equipo ya en el año 2001 cuando fue nominado a ser parte del equipo en la selección del segundo equipo de los All Star offense. En ese momento pesaba 240 libras y media 6 pies 6 pulgadas.
En el año 2002, por sus logros en la secundaria y por su potencial para ingresar a la universidad becado como un estudiante atleta, fue llamado al campamento All-America de Nike en el primer equipo; además fue nombrado en el equipo all-star de Texas como el primer Tigh end ofensivo de la clase 2002. Durante el año 2002 llamó la atención de los ojeadores de todo el país, atrapando 13 pases pero promediando 20 yardas por atrapada. Era un caso curioso porque rara vez un Tigh End era el jugador estrella del estado. El reclutador Jeremy Crabtree ranqueó a Hills como el quinto mejor recluta de todo el país y destacaba que podría ser un gran receptor de balones aunque en su secundaria destacó como bloqueador. Hills decía que ser defensive end era su primer amor pero después fue movido a la posición ofensiva de Tigh end donde logró gran éxito.

### Universidad
En febrero de 2003, después de haber sido uno de los jugadores colegiales más renombrados de su clase, se decidió a jugar con los Longhorns de la universidad de Texas, pero no se reportó ese año ante el preparador Mack Brown ya que el 15 de agosto tuvo una cirugía reconstructiva en la rodilla. No pudo presentarse a jugar durante la temporada del año 2003 y se incorporó oficialmente al equipo de fútbol como novato para la emporada de 2004 después de la recuperación total de su cirugía de rodilla.
Al volver fue movido de posición y pasó de ser tight end para convertirse en un tackle ofensivo. Apareció en 31 juegos durante sus primeras tres temporadas (2004-2006). En 2005 fue parte del equipo de la universidad de Texas que ganó el campeonato nacional. Como jugador juvenil en 2006 se convirtió en el tackle derecho titular en todos los juegos de la temporada, pero en la temporada del año 2007 solo pudo jugar los primeros 11 juegos debido a una fractura en su fémur izquierdo que le costó perderse los dos últimos juegos.

## Carrera profesional

### Pittsburg Steelers
Hills fue reclutado por los Steelers en el draft del año 2008 para ser parte del fuerte y grande grupo de tackles ofensivos que acostumbraban a usar los Steelers. Fue elegido en la cuarta ronda en el número 130. Ha tenido muy poca participación ya que solo ha jugado 4 partidos en sus 3 temporadas.